# Delaware State Route 300
Delaware State Route 300 ist eine 19,04 Kilometer lange State Route im Kent County im US-Bundesstaat Delaware.
Die Delaware State Route 300 ist die einzige State Route in Delaware mit einer 300er Nummer.

## Streckenbeschreibung
Die Straße ist die Verlängerung der Maryland State Route 300 von der Grenze zu Maryland in der Nähe von Everetts Corner. Von dort führt die Delaware State Route 300 ostwärts auf der Sudlersville Road. Praktisch direkt an der Bundesstaatsgrenze befindet sich in Everetts Corner die Kreuzung mit dem westlichen Endpunkt der Delaware State Route 44. Die Strecke führt durch Farmland weiter nach Osten und berührt den nördlichen Terminus der Delaware State Route 11, bevor sie die Stadt Kenton erreicht, wo sie die Main Street bildet. In dieser Stadt befindet sich die Kreuzung mit der Delaware State Route 42. Nachdem die Straße Kenton hinter sich gelassen hat, führt sie auf der Wheatleys Pond Road nach Nordosten. Auf halbem Weg zwischen Kenton und Clayton überlappt die Landstraße für einen kurzen Abschnitt mit der Delaware State Route 15. Die Route 300 führt dann nordwärts nach Clayton, passiert die Stadt jedoch südlich des Zentrums. Zwischen Clayton und Smyrna mündet die Delaware State Route 6 ein, und beide Fernstraßen führen gemeinsam auf der Glenwood Avenue in nordöstlicher Richtung durch Smyrna. Sie endet an der Kreuzung mit dem U.S. Highway 13, wo die State Route 6 rechts abbiegt und gemeinsam mit dem Highway weiter führt.